# Kościół Mariacki w Słupsku

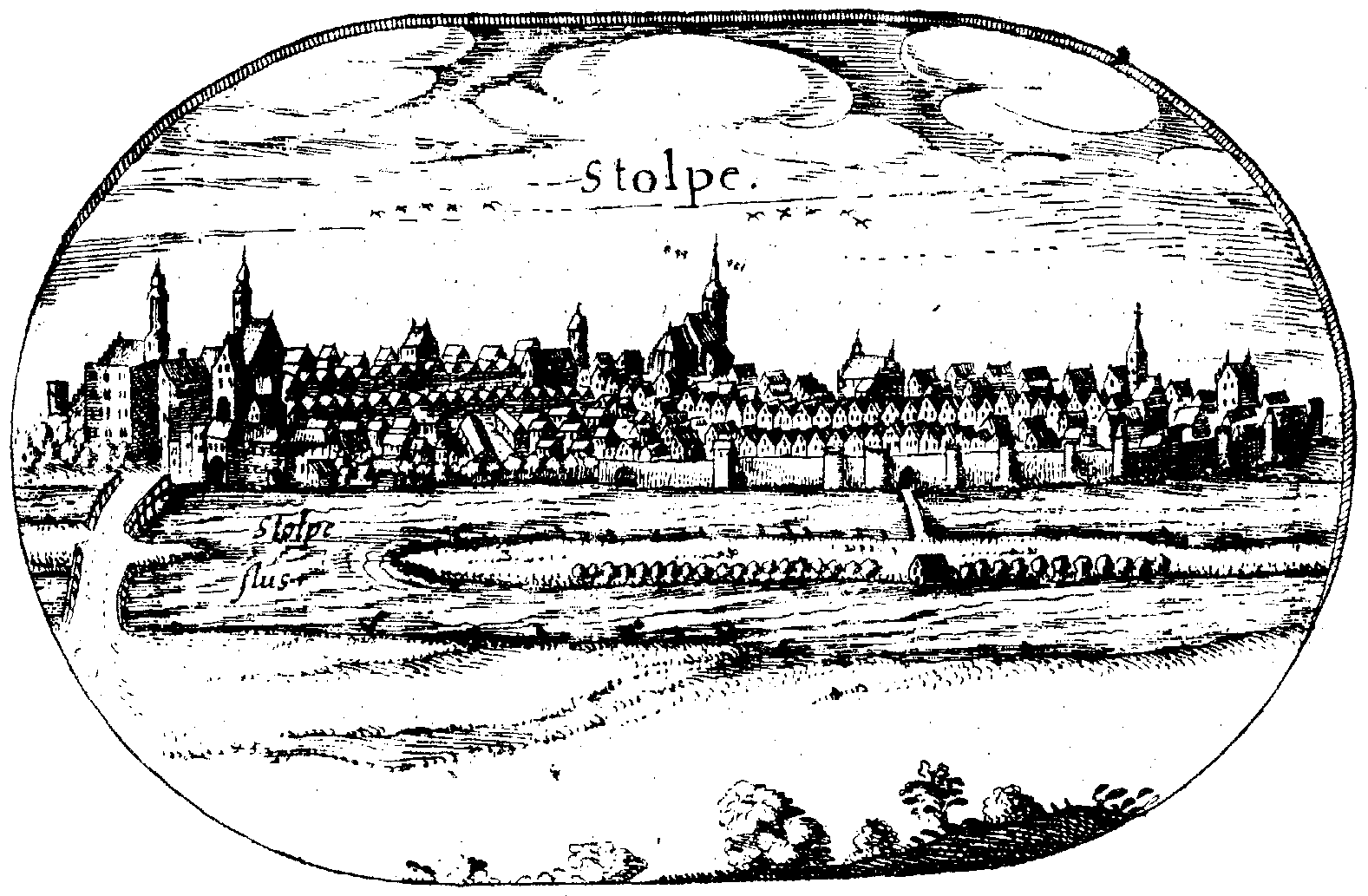
Panorama Słupska z Kościołem Mariackim na mapie Lubinusa, XVII w.

Kościół Mariacki w Słupsku – kościół pw. NMP Królowej Różańca Świętego – trójnawowy, wzniesiony w XIII w. w stylu gotyckim, później przebudowywany.

## Historia
Jego budowa rozpoczęła się w latach 1276 i 1280. Po prawdopodobnych zniszczeniach został odbudowany w 1350. Podczas pożaru miasta w 1476 został zniszczony, po czym odbudowany w znacznie okazalszej formie. W 1803 całkowicie zostały rozebrane kaplice od strony północnej. W 1853 dokonano radykalnej przebudowy budynku.
Wewnątrz m.in. barokowa ambona, gotycka grupa pasyjna, współczesne witraże.

### Remonty i rekonstrukcje
W 2004 zrekonstruowano barokową głowicę wieży kościoła, która ucierpiała po wielkim pożarze miasta w 1945 po wkroczeniu Armii Czerwonej do Słupska.
Część funduszy na rekonstrukcję pochodziła ze zbiórki publicznej, reszta od sponsorów i Urzędu Miasta.
W 2009 przywrócono nieistniejące od II wojny światowej zegary na wieży i zsynchronizowane z nimi dzwony.

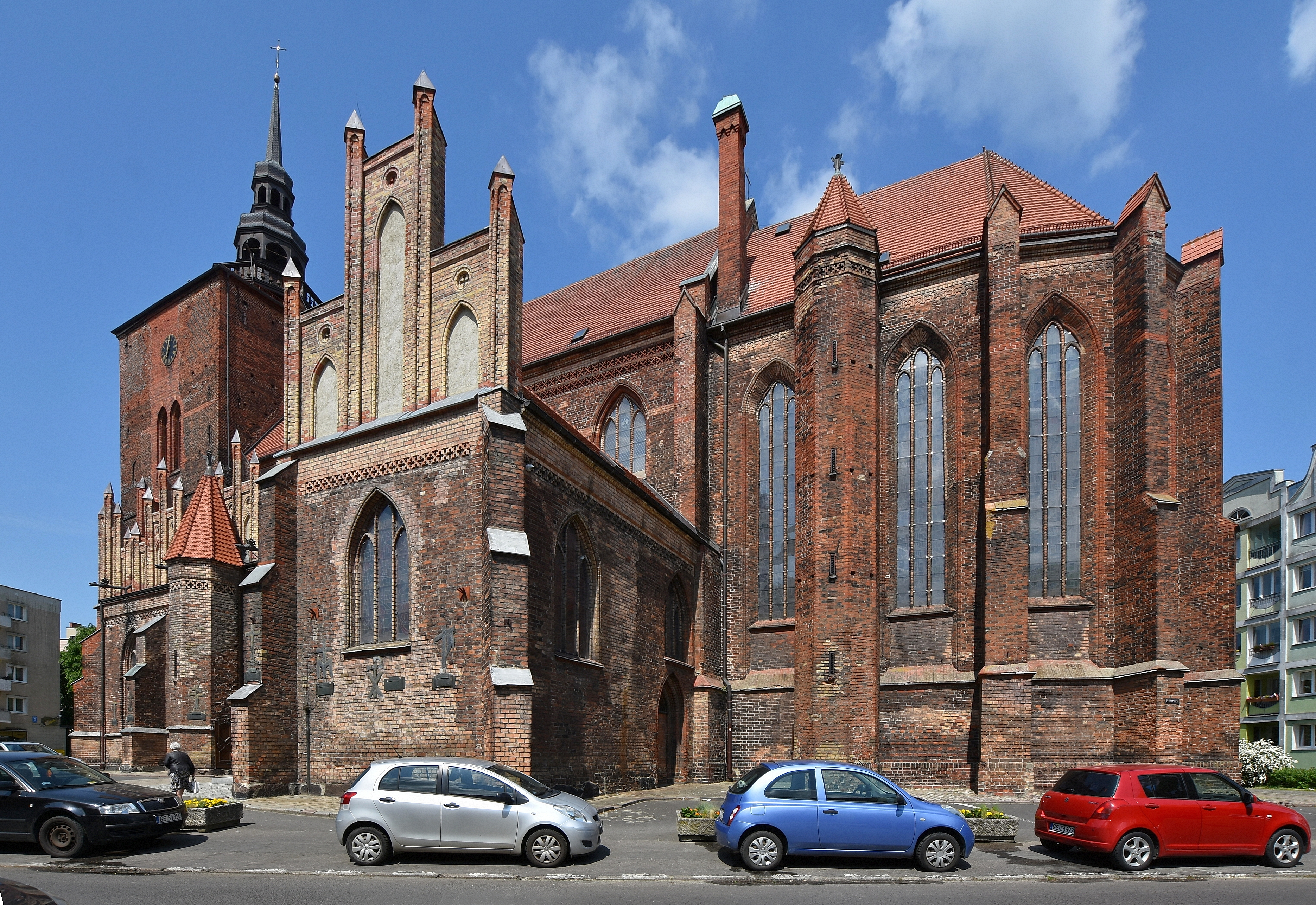
Elewacja boczna
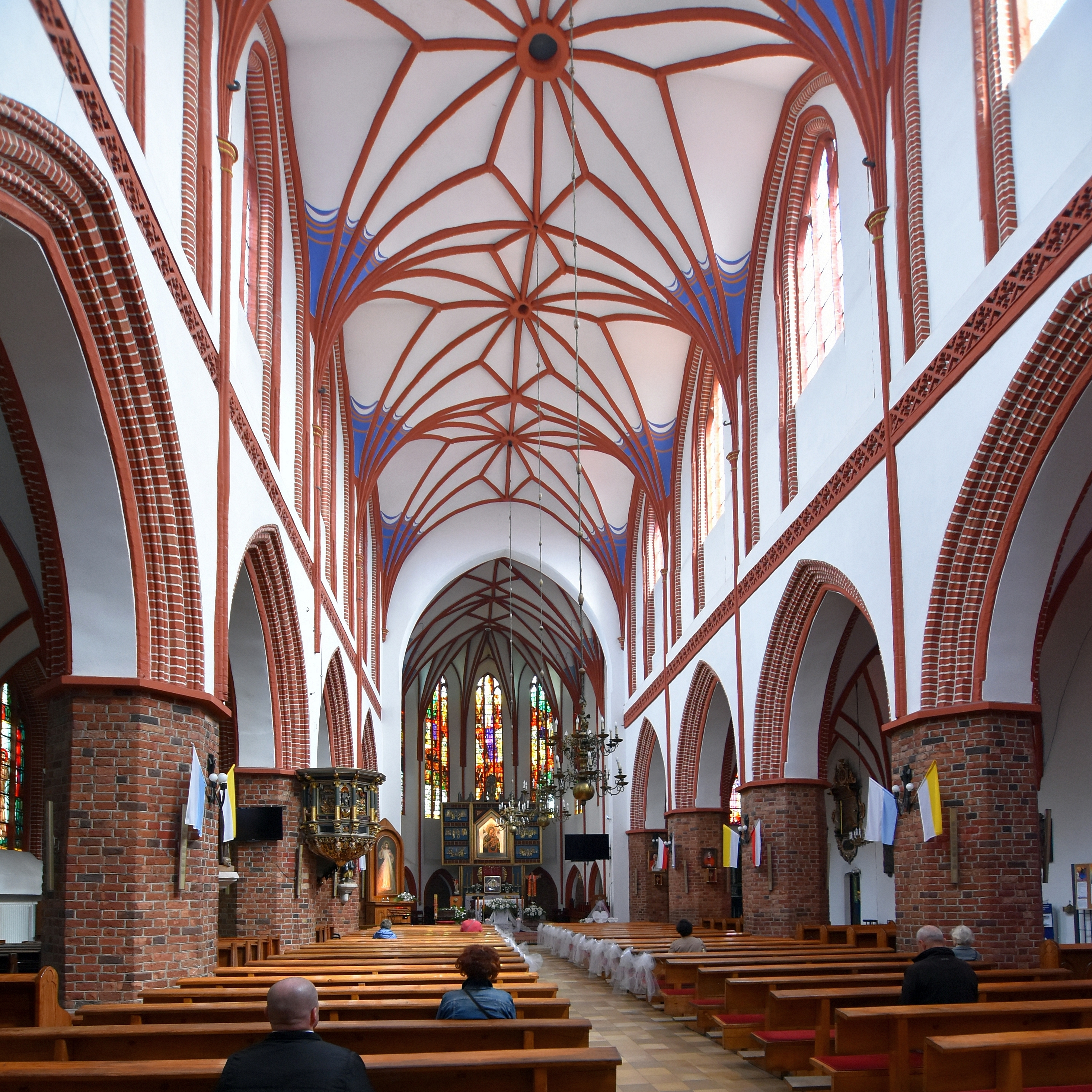
Wnętrze świątyni
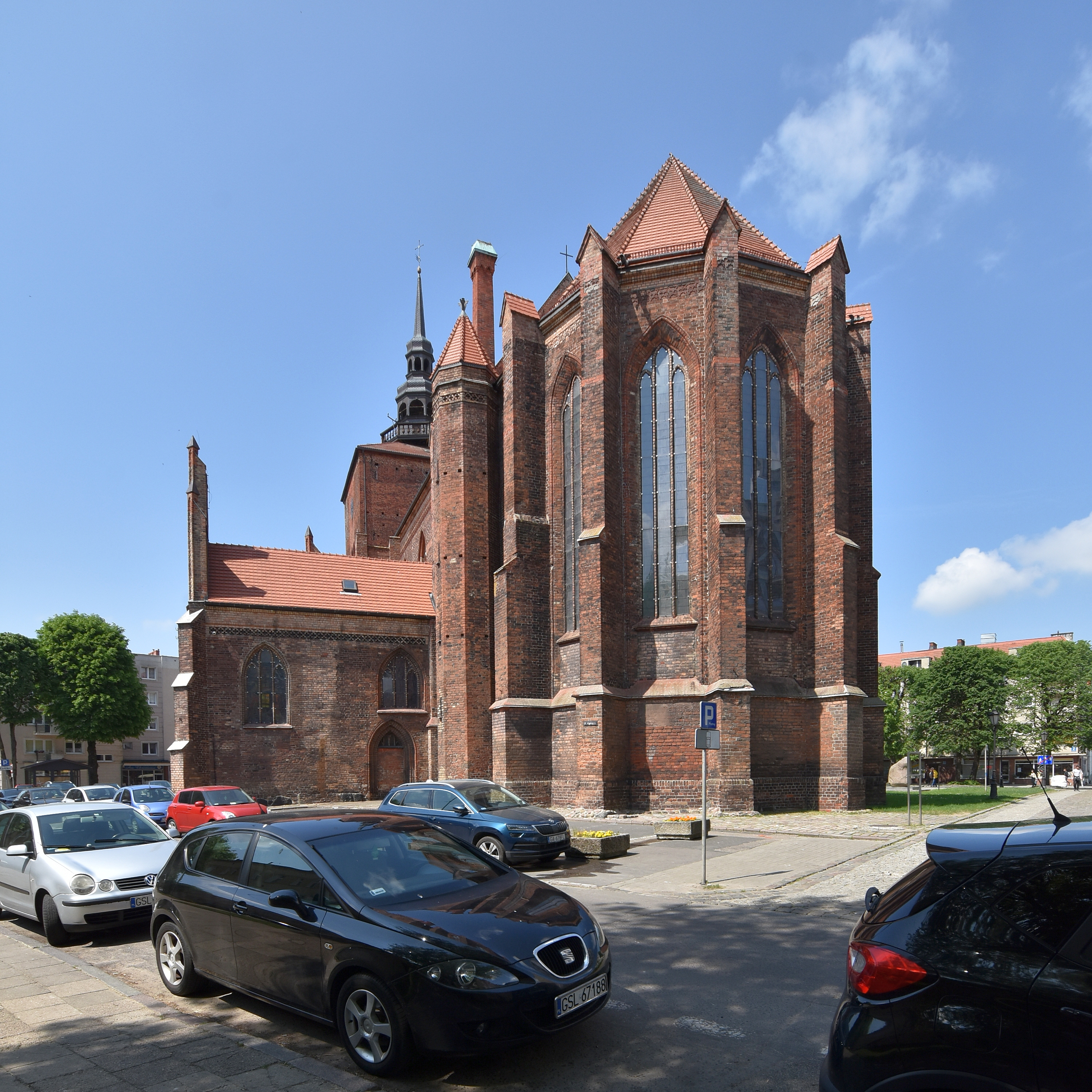
Widok od strony prezbiterium

## Opracowania
- Kościół Mariacki w Słupsku. Historia, Sztuka, Wiara, Z. Machura, K. Bartosiewicz, M. Rychert, red. M. Rychert, Parafia NMP Królowej Różańca Świętego w Słupsku, Słupsk 2023.